# Бердяшка
Бердяшка (Малая Бердяшка, в верхнем течении — Очит; баш. Бәрҙәш) — река в России, течёт по территории Караидельского района Башкортостана. Впадает в Бердяшский залив Павловского водохранилища на высоте 140 м над уровнем моря.
Длина реки составляет 27 км. Площадь водосборного бассейна — 319 км².
В 0,4 км по левому берегу впадает Мага.

## Данные водного реестра
По данным государственного водного реестра России относится к Камскому бассейновому округу, водохозяйственный участок реки — Уфа от Нязепетровского гидроузла до Павловского гидроузла, без реки Ай, речной подбассейн реки — Белая. Речной бассейн реки — Кама.
Код объекта в государственном водном реестре — 10010201112211100023085.